# Кармен Ліра
Кармен Ліра (ісп. Carmen Lyra, справжнє ім'я Марія Ісабель Карвахаль Кесада, ісп. Maria Isabel Carvajal Quesada; 15 січня 1888, Сан-Хосе, Коста-Рика — 13 травня 1949, Мехіко, Мексика) — псевдонім однієї з перших відомих коста-риканських письменниць. Вчителька і засновниця першої в країні школи Монтессорі. Одна із засновників Комуністичної партії Коста-Рики (партії «Народний авангард»), а також однієї з перших профспілок коста-риканських працівниць. Крім того, вона однією з перших в латиноамериканській літературі виступила з критикою економічного і політичного панування фруктових компаній США в країнах регіону.

## Біографія
Кармен Ісабель Карвахаль Кесада народилася 15 січня 1888 року у Сан-Хосе і навчалася у Вищій школі для дівчаток, яку закінчила в 1904 році. Вона почала працювати в госпіталі Сан-Хуан де Діос в 1906 році, але не знайшовши свого покликання в релігійному житті зайнялася педагогічною та літературною діяльністю. Почала публікувати статті в газетах («Diario de Costa Rica», «La Hora», «La Tribuna») і журналах («Ariel», «Athenea» і «Pandemonium»).
У 1918 році опублікувала свій перший роман «візку» (En una silla de ruedas), що зображає національні звичаї очима паралізованого хлопчика, який став художником. Під час вчительського протесту проти диктатури Федеріко Тіноко Гранадоса в 1919 році Кармен Ліра виступила з промовою, після якої натовп спалив урядове телеграфне відділення. Її оголосили в розшук, але їй вдалося втекти. У 1920 році опублікувала свою відому книгу — збірник народних казок «Казки моєї тітоньки Панчіти» (Los Cuentos de Mi Tia Panchita)
Після падіння диктатури Карвахаль надана стипендія для навчання за кордоном, в Сорбонні. Вона також відвідала школи в Італії і Англії для оцінки використовуються в Європі педагогічних методик. Повернувшись у 1921 році очолила відділ дитячої літератури в Нормальній школі (педагогічному коледжі) Коста-Рики. У 1926 році Кармен Ліра заснувала і очолила перший навчальний заклад країни за методикою Монтессорі — дитячий садок, який брав учнів з бідних сімей Сан-Хосе. 
Будинок Ліри став місцем збору інтелектуалів і письменників, і вона все більше втягувалася в ліву політичну діяльність. У 1931 році вона і Мануель Мора Вальверде заснували Комуністичну партію Коста-Рики. До неї приєдналися колеги-вчительки Марія Альфаро де Мата, Одилія Кастро Ідальго, Адель Феррето, Анжела Гарсія, Луїса Гонсалес, Стелла Перальта, Емілія Прієто, Лілія Рамос, Сільва Естер і Ортенсія Селайя, що радикалізувалися в нормальній школі і виступили проти патріархального суспільства, що зводив ролі жінки виключно до будинку, шлюбу і материнства. У тому ж році Кармен Ліра і Луїса Гонсалес утворили Союз трудящих жінок і запропонували створити профспілку для педагогів Коста-Рики, яка утворена тільки в 1939 році Одилією Кастро.
У 1931 році опублікувала цикл розповідей про робітників бананових плантацій «Банани і люди» (Bananos Hombres y), у якому передбачався організований комуністами дійсний страйк 1934 року, в котрому вона відіграла значну роль. 
По мірі того, як її політична діяльність ставала все більш радикальною, Кармен Ліра була відсторонена від викладання. А в 1948 році, після завершення Громадянської війни в Коста-Риці, коли Хосе Фігерес Феррер заборонив компартію, Кармен Ліра відправлена у вигнання в Мексику. Незважаючи на неодноразові прохання повернутися додому внаслідок важкої хвороби, повернутися в Коста-Рику влада їй так і не дозволила; вона померла в Мехіко 14 травня 1949 року..
У 1962 році освітня рада Кобано назвав на її честь школу, а Законодавчі збори Коста-Рики посмертно нагородило її в 1976 році. Ліра була включена в Галерею жінок Коста-Рики у 2005 році. Її портрет зображено на банкноті в двадцять тисяч колонів.